# アゾルビン
アゾルビン(Azorubine)は、アゾ化合物に由来する合成赤色着色料である。通常、二ナトリウム塩となり、赤色からえび茶色の粉末である。発酵の後、焼成される食品に利用される。E番号は、E122である。

## 利用
アメリカ合衆国では、1939年にD&C Red No.10として、薬品や化粧品用に登録されたが、安全性を確立するための研究を行う組織がなかったため、1963年にはリストから外された。アメリカ合衆国で食品に用いられたことはない。
EUでは、チーズ、乾燥果実、アルコール飲料等、特定の飲食物への使用が認められており、また薬品の賦形剤としても用いることができる:4:16。
国際食品規格委員会では、アゾルビンに対する規定がない。